# Weber (unità di misura)
Il weber (simbolo Wb) è l'unità di misura del flusso magnetico nel Sistema Internazionale.
In particolare un weber è pari al flusso magnetico che attraverso una spira produce una forza elettromotrice pari a 1 volt quando si riduce uniformemente a zero in 1 secondo.
Dimensionalmente equivale a:
{\displaystyle \mathrm {Wb=V\cdot s={\frac {kg\cdot m^{2}}{s^{2}\cdot A}}=T\cdot m^{2}=A\cdot H} =\Omega \cdot C}
pertanto si può ricollegare a molte altre unità di misura tipiche dell'elettromagnetismo. Si notano infatti: V = volt; A = ampere; T = tesla; H = henry; Ω = ohm; C = coulomb.
Deve il suo nome al fisico tedesco Wilhelm Eduard Weber.